# Нагишкин, Дмитрий Дмитриевич
Дми́трий Дми́триевич Наги́шкин (30 сентября (13 октября) 1909, Чита — 11 марта 1961, Рига) — русский советский писатель, книжный иллюстратор.

## Биография
Родился в семье инженера. Учился сначала в Чите, затем в Николаевске-на-Амуре, куда переехала семья. С 1920 года — во Владивостоке.
Рано начал трудовую деятельность. Продавал газеты, писал вывески, работал на рыбных промыслах, носильщиком в порту, статистом в театре, репортёром в газетах Хабаровска и Владивостока.

Родился я на китайской границе в 1909 году — в обстановке весьма экзотической, с первых дней моих заразившей жаждой необычного и необычайного. Отец, сам по себе интересный человек, был межевым инженером, землемером — много кочевал с места на место по роду работы, а потому мы, дети, видели постоянную перемену обстановки, новых людей, чудные и странные обычаи староверов, монголов, китайцев, бурят, тунгусов…

В 1928 году — окончил электротехническую профессиональную школу во Владивостоке по специальности электрик.
С 1929 печатался в газетах, работал художником-графиком во владивостокской газете «Красное Знамя». Писал рецензии, критические заметки и публицистические статьи.
С 1931 года — жил в Хабаровске, работал заведующим отделом иллюстрации газеты «Тихоокеанская звезда».
Из воспоминаний вдовы писателя Галины Иустиновны Чёрной:

Дима работал в Хабаровске заведующим иллюстративным отделом газеты, а я в отделе писем. Начались аресты «врагов народа». Утром на доске объявлений вывешивался приказ об увольнении какого-нибудь работника газеты, издательства или типографии «за невозможностью использовать», а вечером или ночью его забирали. Наш дом на улице Фрунзе, где жили работники издательства, опустел. Дважды полностью сменился состав редакции. Дима по утрам из-за ночной работы над рукописью поднимался с трудом, я его сама поднимала и доставляла вовремя на работу. Но в то утро я отчаялась его разбудить и со мстительной мыслью «Опоздаешь, тогда и научишься просыпаться!», оставила его дома и одна ушла в редакцию. Первое, что бросилось мне в глаза на доске объявлений, было увольнение мужа. Я кинулась домой, подняла его с постели и срочно отправила к брату Василию, где он и переждал все страхи. Позже ему удалось устроиться в другую редакцию, а потом восстановиться в нашей.

В 1937 опубликовал свои первые сказки, написанные по мотивам собранного местного фольклора на р. Амур, которое потом будет издаваться под единым названием «Амурские сказки». Первое значительное произведение — повесть «Тихая бухта» (1942).
В 1945 году во время советско-японской войны Дмитрий Нагишкин был военным корреспондентом «Тревоги» на кораблях Амурской Краснознамённой флотилии. На материале этого похода созданы «Сунгарийские записки». Член СП СССР с 1944 года, член ВКП(б) с 1944 года. Жил и работал в Хабаровске, Риге, Москве.
Серьёзно интересовался устным творчеством малых народов Приамурья. Автор сборников сказок «Мальчик Чокчо» (1945), «Амурские сказки» (1946), «Храбрый Азмун» (1949), теоретической работы «Сказка и жизнь» и др.
Наиболее известен его исторический роман «Сердце Бонивура» (1944—1953) о героях Гражданской войны на Дальнем Востоке, основанный на судьбе Виталия Баневура. По роману был снят одноимённый фильм. Роман переиздавался только на русском языке около 30 раз.
В 1950 году учился в Литинституте имени А. М. Горького (на заочном отделении).
В 1951 году переехал в Ригу, был заместителем редактора альманаха «Советская Латвия» и заместителем председателя русской секции Союза писателей Латвии. Рижский период жизни нашёл отражение в сборнике латышских народных сказок «Золотой Ларец», пересказанных для русского читателя по материалам Анны Бауги, а также была написана повесть «Город Золотого Петушка».
В 1957 году переехал с семьёй в Москву. К этому времени относится написание книги «Созвездие Стрельца» — большого многопланового романа о жизни в тылу во время Великой Отечественной войны в Хабаровске (опубликовано посмертно, 1962).
С 1959 года — председатель правления Литературного фонда РСФСР.
В 1960 году писатель последний раз приехал в Хабаровск.

Герои моих книг и мои дети родились на Дальнем Востоке, где я прочитал первую книгу и написал свою первую книгу. Дальний Восток занимает в моей душе то особое место, которое принадлежит первой любви…

Трагически погиб (попал под электричку) 11 марта 1961 года в Риге. Как писал писатель Виктор Ерёмин, закончить свой новый роман «Созвездие Стрельца» Нагишкин планировал в Доме творчества в Дубултах (часть города Юрмала в 22 км от Риги). 11 марта 1961 года, завершив роман, он начал собираться в Москву, билет был куплен заранее. Простившись со всеми, отправился на вокзал. Менее чем через полчаса в дирекцию Дома творчества позвонили и сообщили, что писателя сбил поезд. Как и почему это произошло, неизвестно по сей день. Похоронен в Москве, на Новодевичьем кладбище.

### Семья
Отец — Дмитрий Прокопьевич Нагишкин (1876—?), инженер-топограф и землеустроитель, эмиссар продовольствия на строительстве Аяно-Нельканского тракта. Также по его проекту на Урале был построен конный завод, за что наградили медалью. В Верхнеудинске по его проекту был построен пивоваренный завод. Писал, его рукопись «Баргузинская тайга» была издана как экономический очерк в Верхнеудинске в 1922 году.
Мать — Елена Александровна (в девич. Скоморохова, Каширина) (1876—1951), домохозяйка.
В семье было четверо детей, кроме Дмитрия, два старших брата: Александр (1896—1954) и Василий (1897—1964), старшая сестра Нина (Колесникова) (1906—1999).
Супруга — Галина Иустиновна Чёрная (Нагишкина) (1912—2008) — журналистка.
Старший сын — Дмитрий — утонул в Амуре в Хабаровске в 1951 году.
Средний сын — Игорь Дмитриевич Нагишкин (1942—2013, Москва), литератор, был в церкви чтецом (псаломщик), уставщиком и библиотекарем.
Младший сын — Дмитрий Дмитриевич Нагишкин (род. 1951, Рига), журналист, поэт.

## Творчество
Из воспоминания сестры Нины: «Вступить на путь писателя Дмитрию помог один из дальневосточников (кажется, его фамилия Лебедев). Дима называл его своим вторым отцом».
Хабаровск Дмитрий Нагишкин описал так: «Три горы, две дыры — сорок тысяч портфелей!»
Записал, будучи корреспондентом, как вскрывали склеп в Успенском соборе Хабаровска с первым Приамурским генерал-губернатором, бароном Андреем Николаевичем Корфом (1831—1893):

Сломан был только кафедральный собор. Зачем? Это вопрос особый. Сейчас никто бы не стал этого делать… Когда вскрыли склеп, находившийся в соборе, то обнаружили в нём гроб с останками предпоследнего наместника края — барона Корфа, схороненного в полной парадной форме, со всеми регалиями. Весь город сбежался глядеть на барона. Хотя со времени его погребения прошёл не один десяток лет, барон выглядел превосходно. Нафабренные усы его торчали, как у кота. Прямые жёсткие волосы, несколько отросшие, сохраняли идеальный пробор. Густые брови на смуглом лице таили начальственную строгость, и полные губы были чуть-чуть надуты, словно барон хотел заметить: «Фуй! Что здесь за сборище, господа? Попрошу разойтись!»
Присутствующие ахнули, увидев барона, во всём своём блеске пережившего революционные потрясения. Любители старины с восхищением сказали: «Вот как было раньше-то, а!» Верующие поняли появление барона в таком виде как некое знамение чего-то кому-то.
Но тут барон удивил всех, кто присутствовал с разными чувствами при его открытии, — он, так и не выразив своего отношения к тому факту, что был нарушен его загробный покой, стал превращаться в прах, и скоро от его чиновного и военного великолепия не осталось ничего, кроме нескольких пучков жёстких волос, пломбированных зубов, потускневших сразу пуговиц да каблуков от штиблет, поставленных на добротных гвоздях!
В таком виде барон занимал значительно меньше места, и задача перенесения его праха в другое место, на обыкновенное кладбище, уже не составила каких-либо трудностей…

Записал, как сносили памятник генерал-губернатору Восточной Сибири Н. Н. Муравьеву-Амурскому в Хабаровске:

Очень пригодился бы теперь и памятник Муравьеву-Амурскому, автору Айгунского трактата, о котором одним известным писателем написаны толстые и хорошие книги. Да какой-то ретивый градоначальник, по молодости не успевший проявить себя в борьбе с живыми генералами в годы гражданской войны, не зная толком истории и простодушно полагая, что всякий царский генерал есть палач трудового народа, распорядился сковырнуть генерал-губернатора с его высокого пьедестала, откуда виден он был с реки на двадцать километров, и отвезти его в Арсенал. Там переплавили и генерала, и трактат, утвердивший власть России на этих берегах, и шпагу, ни разу не вынутую Муравьевым-Амурским. Из полученного таким образом металла изготовили какие-то важные и нужные в быту предметы, вроде оконных задвижек или вилок. А памятник-то был работы известного русского ваятеля Опекушина!

В 2014 году вышло переиздание романа «Созвездие Стрельца» в серии «Литературное наследие Приамурья» (в этой серии под эгидой Союза писателей и краевого министерства культуры уже вышли произведения Анатолия Вахова, Всеволода Иванова и Юлии Шестаковой).
В 2014 году в издательстве «Речь» переиздали и «Амурские сказки» с рисунками Геннадия Павлишина.
Сочинения Нагишкина переведены на многие языки: украинский, польский, румынский, немецкий и др.

## Память

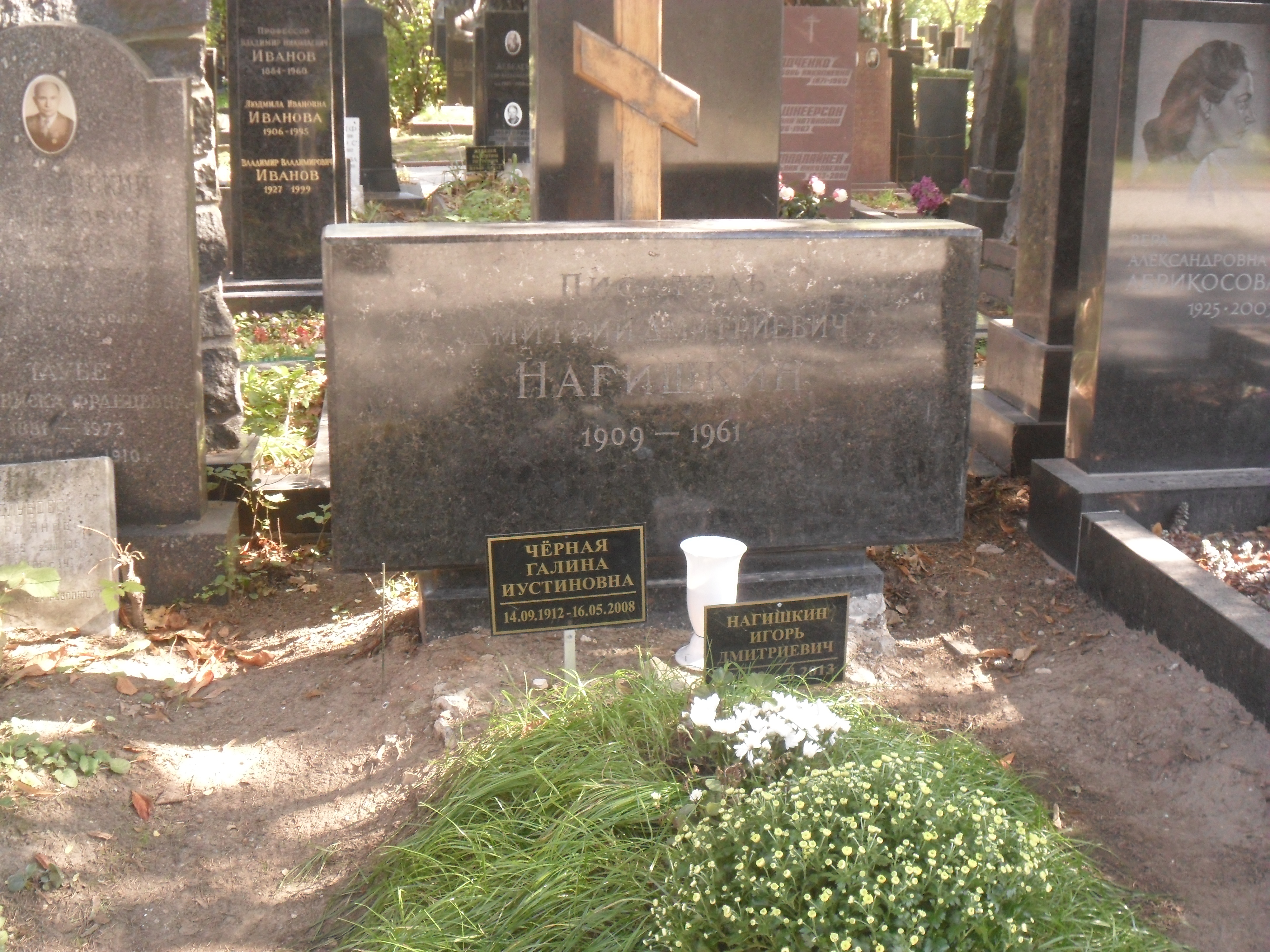
Могила Нагишкина на Новодевичьем кладбище Москвы

В Хабаровске жил в доме № 39 по ул. Карла Маркса (квартиру в 1955 году передали писателю Наволочкину Н. Д.).
В 1976 году названа одна из улиц Хабаровска (бывш. Институтская, Центральный район).
Мемориальная доска установлена 11 ноября 2008 года в Хабаровске на ул. Муравьева-Амурского, дом 11, решением Хабаровской городской думы (№ 639 от 15.07.2008).

## Интересные факты
Семья Нагишкиных жила сначала в Николаевске-на-Амуре, и до сожжения города отрядом командующего Охотским фронтом Тряпицына в 1920 году, успела уехать на барже до села Гуга, а уже затем, в августе 1920 года — добралась до Владивостока.
Местные краеведы утверждают, что Дмитрий Нагишкин учился в Хабаровском гр. Муравьева-Амурского кадетском корпусе, когда тот переехал из Хабаровска на о. Русский (17-й, 18-й выпуски, 1921—1922 гг.) и всю жизнь это скрывал. Однако, в списке личного состава Хабаровского гр. Муравьева-Амурского кадетского корпуса с 1900 года и до последних дней своего существования, до 1 февраля 1925 года (21 выпуск) Нагишкин не значится.
В 1931 году Дмитрий Нагишкин работал корреспондентом в хабаровской газете «Тихоокеанская звезда», где познакомился с известным детским писателем А. П. Гайдаром. Именно это общение, по воспоминаниям самого Нагишкина, «подвигло его начать писать для детей».
Его другом был писатель Н. П. Задорнов.

## Сочинения
- Нагишкин Д. Д. Тихая бухта: Повесть. — Хабаровск: Дальгиз, 1942. — 160 с.
- Нагишкин Д. Д. Амурские сказки [Храбрый Азмун]. — М.; — Л.: Дет. лит., 1946. — 66 с.
- Нагишкин Д. Д. Тихая бухта: Повесть. — Рис. В. Н. Константинова. — М.; Л.: Детгиз, 1947. — 134 с.
- Нагишкин Д. Д. Тихая бухта: [Повесть]. — Иркутск: Иркут. обл. издательство, 1948. — 124 с.
- Нагишкин Д. Д. Тихая бухта: (Главы из повести). — М.: Полит. упр. пограничных войск МГБ СССР, 1951. — 48 с.
- Нагишкин Д. Д. Сказка и жизнь: Письма о сказке. — М.: Детгиз, 1957. — 270 с.
- Нагишкин Д. Д. Тихая бухта: [Повесть]. — Благовещенск: Амурское книжное издательство, 1959. — 174 с.
- Нагишкин Д. Д. Город золотого петушка. — М.: Детгиз, 1962. — 284 с.
- Нагишкин Д. Д. Тихая бухта: Повесть. — М.: Мол. гвардия, 1962. — 135 с.
- Нагишкин Д. Д. [Н. Дмитриев] Созвездие стрельца: Роман. — М.: Сов. писатель, 1965. — 630 с.
- Нагишкин Д. Д. Семь страхов. Амурские сказки. — Хабаровск: Кн. изд., 1966. — 56 с.
- Нагишкин Д. Д. Сердце Бонивура: Роман. — Л.: Лениздат, 1977. — 624 с.
- Нагишкин Д. Д. Амурские сказки. — Хабаровск: Кн. изд., 1977. — 222 с.
- Д. Нагішкін. Амурськi казки. Пер. с рус. В. П. Прокопенко. — К.: Веселка, 1978. — 140 с.
- Нагишкин Д. Д. Тихая бухта: Повесть. — Хабаровск: Кн. изд., 1987. — 112 с.
- Нагишкин Д. Д. Сердце Бонивура: Роман. — М.: Правда, 1987. — 672 с.
- Нагишкин Д. Д. Амурские сказки. Рис. Г. Д. Павлишина. — СПб.: Речь, 2014. — 295 с.
- Нагишкин Д. Д. Созвездие стрельца: Роман. Предисл. Н. Костюк. Под общ. ред. М. Ф. Асламова. — Хабаровск: Хабаровское рег. отделение Союза писателей России, 2014. — 528 с.

### Периодика
- Яновский Н. Дмитрий Нагишкин // Дал. Восток. — 1973. — № 5 — С. 135—150.
- Яновский Н. История и современность. — Новосибирск, 1974. — С. 180—217.
- О последнем приезде Д. Д. Нагишкина в Хабаровск // Дал. Восток. — 1976. — № 12. — С. 152.
- Алексеенко М. Одержимый гражданин: [О Д. Нагишкине, кор. дальневост. газет] // Мол. дальневосточник. — 1978. — 5 мая.
- Еселев Н. …И бьётся сердце Бонивура // Комс. правда. — 1979. — 14 окт.
- Меновщиков Г. А. Три письма Дмитрия Нагишкина // На Севере Дальнем. — 1979. — № 2. — С. 98—103.
- Наволочкин Н. День с Дмитрием Нагишкиным: К 75-летию со дня рождения писателя // Дал. Восток. — 1984. — № 10. — С. 146—150.
- Катеринич В. Н. «Созвездие Стрельца» — роман о Хабаровске. // Словесница искусств. 2001, № 1 (7).
- Нагишкин И. Д. История живая и мёртвая: Размышления. // Словесница искусств. 2005, № 1 (15).
- Колесникова (Нагишкина) Н. Д. Дуновение жизни: Сквозь времена и судьбы (Воспоминания 1967 года, предоставлены И. Д. Нагишкиным — сыном Д. Д. Нагишкина.) // Словесница искусств. 2008, № 1—2 (21—22).
- Ерёмин В. Дмитрий Дмитриевич Нагишкин. Глава LXXXVIII. / Проза.ру, 2013.